# Sint-Jacobus de Meerderekerk (Clermont)

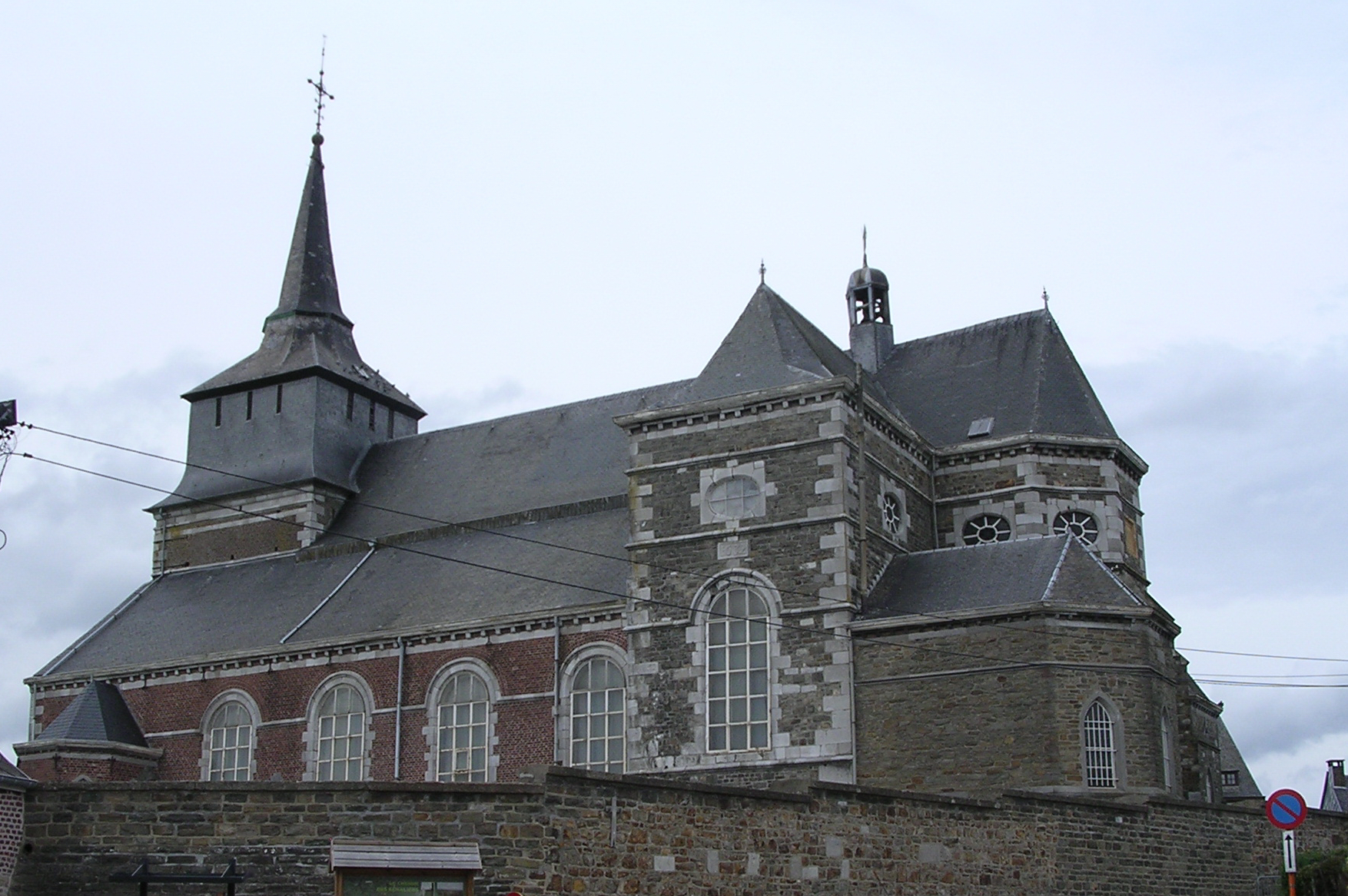
Sint-Jacobus de Meerderekerk

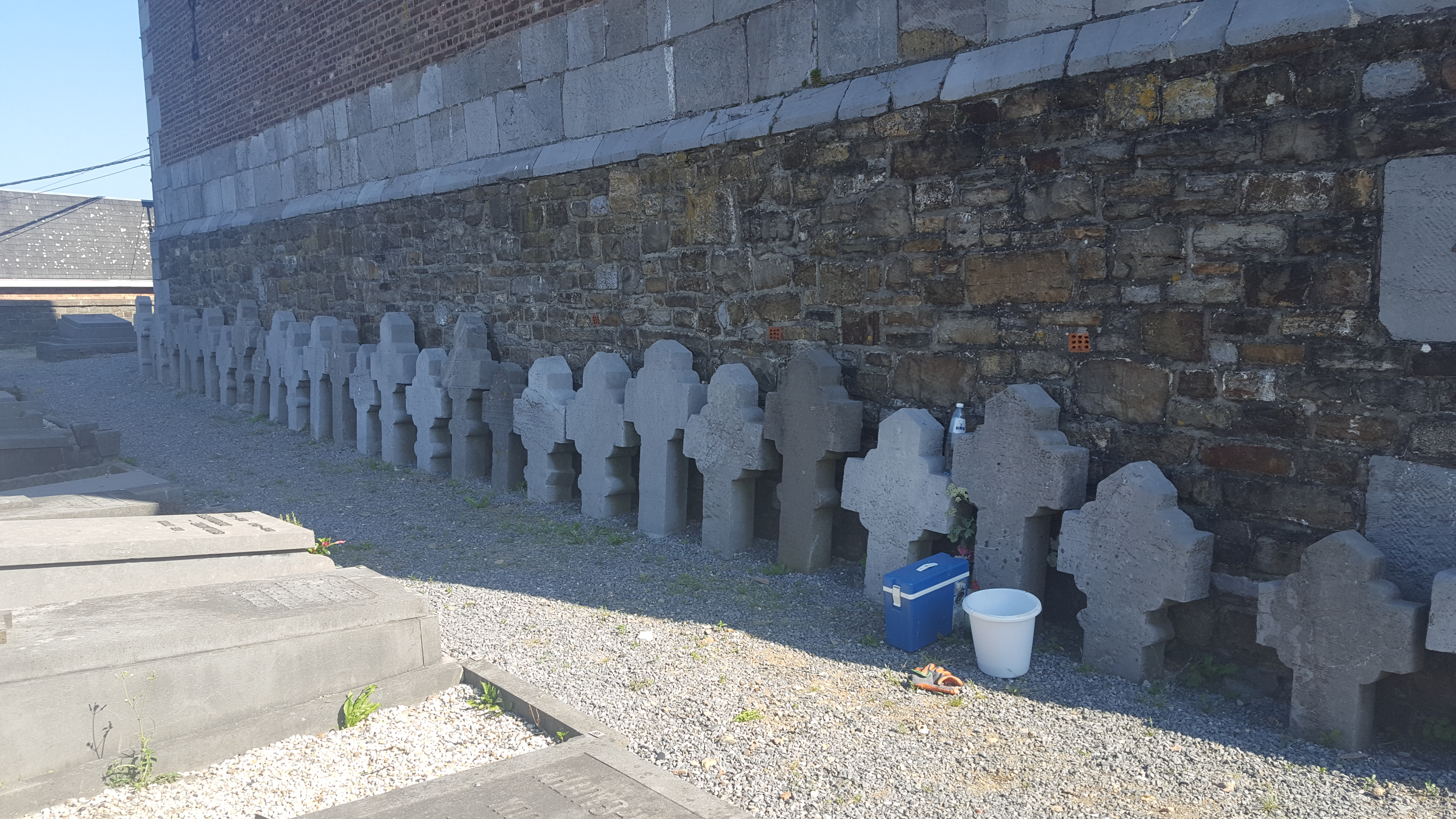
enkele grafkruisen

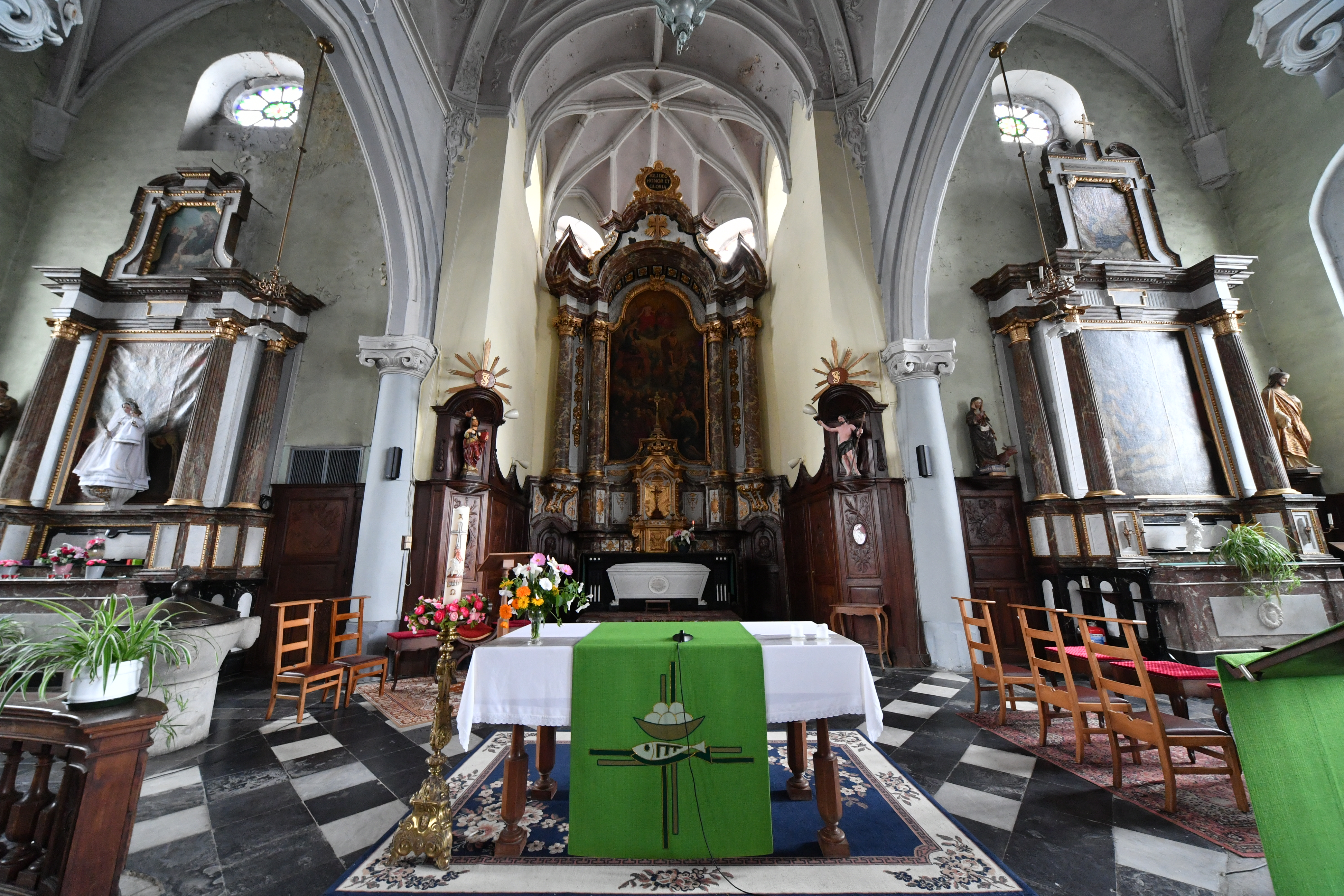
Interieur

De Sint-Jacobus de Meerderekerk (Église Saint-Jacques-le-Majeur) is de parochiekerk van het tot de Belgische gemeente Thimister-Clermont behorende dorp Clermont, gelegen aan de Rue du Bac.

## Geschiedenis
Deze kerk werd gebouwd van 1628-1632 op de fundamenten van een oudere, uit de 13e eeuw stammende, kerk. Een chronogram met de tekst: eXVrgat et DIssIpentVr InIMICI eIVs. ps:67 geeft het jaartal 1632. Van de oudere kerk bleven, soms tot gewelfhoogte, gedeelten van het transept en van het koor van 1567 behouden.

## Gebouw
Het is een driebeukige pseudobasilicale kruiskerk met gedrongen, ingebouwde toren. Transept en koor zijn in natuursteenblokken; schip en toren zijn in baksteen met kalkstenen omlijstingen. Het bovenste deel van de toren is bedekt met leien. De kerk heeft ook een bescheiden vieringtoren. Twee sacristieën zijn ter weerszijden van het koor gebouwd in 1905. Zuidelijk van de narthex werd in 1902 een zijkapel gebouwd.
De kerk is omsloten door een ommuurd kerkhof. Tegen de muur vindt men een groot aantal grafkruisen, de oudste zijn 16e-eeuws.

## Interieur
Het hoofdaltaar is van 1730, deels in gemarmerd en verguld houtwerk, met een schilderij. Beide zijaltaren zijn van de tweede helft van de 18e eeuw. Renier Delcommune vervaardigde de preekstoel en vier biechtstoelen in 1768. Ook de communiebanken, het doksaal en het koorgestoelte zijn 18e-eeuws.
De kerk bezit een 13e-eeuws romaans doopvont met vier maskers. Het orgel is van 1737 en er zijn heiligenbeelden van de 17e, 18e en 19e eeuw.